# Canon AT-1
Le Canon AT-1 est un appareil photo reflex mono-objectif 35 mm à monture FD fabriqué par la société japonaise Canon à partir de décembre 1977. Il a été produit uniquement pour l'exportation et n'a jamais été vendu sur le marché japonais. Il s'agit d'une version du célèbre AE-1, mais sans le mode d'exposition automatique avec priorité à la vitesse d'obturation de cet appareil. L'AT-1 ne propose que l'exposition manuelle. Cela a permis de réduire le prix de l'appareil, car certains consommateurs ne souhaitaient pas ou n'avaient pas besoin du mode d'exposition automatique et ne voulaient pas payer pour cela.
Un posemètre est inclus, avec une mesure centrale pondérée TTL, une cellule photoélectrique CdS et une aiguille d'allumage dans le viseur.
Les accessoires produits pour l'AE-1 fonctionnent également avec l'AT-1, y compris les motorisations.